# Russell Honey
Pour les articles homonymes, voir Honey.
Russell Clayton Honey (28 août 1921-7 janvier 2007) est un homme politique canadien en Ontario. Il est député fédéral libéral de la circonscription ontarienne de Durham de 1962 à 1968 et de Northumberland—Durham de 1968 à 1972.

## Biographie
Né à Riverhurst en Saskatchewan, Honey étudie à la Osgoode Hall Law School et devient ensuite avocat. De 1940 à 1944, il sert dans l'Aviation royale canadienne avant d'être libéré de l'armée pour contribuer à mettre en place le premier service de passagers pour la Trans-Canada Air Lines.
Graduant en droit en 1949, il devient partenaire senior de la firme Honey, Brooks, Harrison à Port Hope et entre au Conseil de la Reine en 1965.

### Carrière politique
Après un échec à prendre remporter le poste de député de Durham en 1958, il l'emporte en 1962 Réélu en 1963, 1965 et dans Northumberland—Durham en 1968.
En 1965, il préside le comité permanent sur l'Agriculture et est nommé par Lester Pearson à la présidence du caucus libéral national. Président du comité Ontario-Trudeau en 1968, le comité joue un rôle important dans l'élection de Pierre Elliot Trudeau à la chefferie du Parti libéral et au poste de premier ministre. Au tout début du gouvernement Trudeau, il devient secrétaire parlementaire de Jean Chrétien (1969-1970) avant de devenir vice-président de la Chambre de communes de 1970 à 1972,.
Défait en 1972, il est nommé juge à Belleville où il exerce à la cour du comté de 1973 à 1989. En 1990, il devient juge à la Cour supérieure de justice de l'Ontario jusqu'à sa retraite en 1991.